# Melitaea polaris
Melitaea polaris är en fjärilsart som beskrevs av Grum-grshimailo 1900. Melitaea polaris ingår i släktet Melitaea och familjen praktfjärilar. Inga underarter finns listade i Catalogue of Life.